# Campionati europei di canottaggio 2012 - Singolo maschile
Il singolo maschile dei Campionati europei di canottaggio 2012 si è svolto tra il 14 e il 16 settembre 2012. Hanno partecipato 16 atleti.

## Formato
Nel primo turno, i primi due classificati di ogni batteria si sono qualificati alle semifinali, mentre gli altri si sono affrontati nei ripescaggi che ha qualificato altri sei atleti, tre per batteria. Gli atleti eliminati al ripescaggio hanno gareggiato nella finale C per i piazzamenti.
I primi tre classificati di ogni semifinale si sono qualificati per la finale A, gli altri hanno partecipato alla finale B.

## Programma
| Data              | Ora (UTC+2) | Turno                   |
| ----------------- | ----------- | ----------------------- |
| 14 settembre 2012 | 12:34 15:47 | Batterie Ripescaggi     |
| 15 settembre 2012 | 9:20 12:02  | Finale C Semifinali A/B |
| 16 settembre 2012 | 10:19 13:02 | Finale B Finale A       |

## Risultati

### Batterie
| Pos. | Atleti              | Nazione       | Tempo   | Note |
| ---- | ------------------- | ------------- | ------- | ---- |
| 1    | Mindaugas Griškonis | Lituania      | 6'52"17 | Q    |
| 2    | Graeme Thomas       | Gran Bretagna | 6'54"03 | Q    |
| 3    | Michal Plocek       | Rep. Ceca     | 6'54"23 | R    |
| 4    | Jānis Timofejevs    | Lettonia      | 7'19"28 | R    |
| 5    | André Rédr          | Slovacchia    | 7'29"37 | R    |
| 6    | Sverri Nielsen      | Danimarca     | 7'29"75 | R    |

| Pos. | Atleti            | Nazione  | Tempo   | Note |
| ---- | ----------------- | -------- | ------- | ---- |
| 1    | Tim Maeyens       | Belgio   | 7'04"89 | Q    |
| 2    | Péter Galambos    | Ungheria | 7'07"19 | Q    |
| 3    | Dimitri Weitnauer | Svizzera | 7'11"40 | R    |
| 4    | Domenico Montrone | Italia   | 7'26"30 | R    |
| 5    | Makar Sargsyan    | Armenia  | 7'50"76 | R    |

| Pos. | Atleti         | Nazione  | Tempo   | Note |
| ---- | -------------- | -------- | ------- | ---- |
| 1    | Damir Martin   | Croazia  | 6'53"22 | Q    |
| 2    | Georgi Božilov | Bulgaria | 6'55"26 | Q    |
| 3    | Artëm Kosov    | Russia   | 7'08"82 | R    |
| 4    | Andraž Krek    | Slovenia | 7'09"98 | R    |
| 5    | Dani Fridman   | Israele  | 7'09"99 | R    |

### Ripescaggi
| Pos. | Atleti            | Nazione   | Tempo   | Note |
| ---- | ----------------- | --------- | ------- | ---- |
| 1    | Andraž Krek       | Slovenia  | 7'04"97 | Q    |
| 2    | Dimitri Weitnauer | Svizzera  | 7'05"16 | Q    |
| 3    | Michal Plocek     | Rep. Ceca | 7'07"74 | Q    |
| 4    | Sverri Nielsen    | Danimarca | 7'11"81 |      |
| 5    | Makar Sargsyan    | Armenia   | 8'00"89 |      |

| Pos. | Atleti            | Nazione    | Tempo   | Note |
| ---- | ----------------- | ---------- | ------- | ---- |
| 1    | Dani Fridman      | Israele    | 6'57"89 | Q    |
| 2    | André Rédr        | Slovacchia | 6'59"84 | Q    |
| 3    | Jānis Timofejevs  | Lettonia   | 6'59"87 | Q    |
| 4    | Artëm Kosov       | Russia     | 7'00"01 |      |
| 5    | Domenico Montrone | Italia     | 7'22"19 |      |

### Semifinali A/B
| Pos. | Atleti              | Nazione    | Tempo   | Note |
| ---- | ------------------- | ---------- | ------- | ---- |
| 1    | Mindaugas Griškonis | Lituania   | 6'55"51 | Q    |
| 2    | Damir Martin        | Croazia    | 6'57"77 | Q    |
| 3    | Péter Galambos      | Ungheria   | 7'01"22 | Q    |
| 4    | Michal Plocek       | Rep. Ceca  | 7'05"60 |      |
| 5    | Andraž Krek         | Slovenia   | 7'25"85 |      |
| 6    | André Rédr          | Slovacchia | 7'28"98 |      |

| Pos. | Atleti            | Nazione       | Tempo   | Note |
| ---- | ----------------- | ------------- | ------- | ---- |
| 1    | Tim Maeyens       | Belgio        | 6'54"30 | Q    |
| 2    | Georgi Božilov    | Bulgaria      | 6'56"19 | Q    |
| 3    | Graeme Thomas     | Gran Bretagna | 6'58"61 | Q    |
| 4    | Dimitri Weitnauer | Svizzera      | 7'02"24 |      |
| 5    | Jānis Timofejevs  | Lettonia      | 7'06"11 |      |
| 6    | Dani Fridman      | Israele       | 7'21"59 |      |

### Finali
| Pos. | Atleti            | Nazione   | Tempo   | Note |
| ---- | ----------------- | --------- | ------- | ---- |
| 1    | Artëm Kosov       | Russia    | 7'13"99 |      |
| 2    | Sverri Nielsen    | Danimarca | 7'25"67 |      |
| 3    | Makar Sargsyan    | Armenia   | 8'10"73 |      |
| 4    | Domenico Montrone | Italia    | DNS     |      |

| Pos. | Atleti            | Nazione    | Tempo   | Note |
| ---- | ----------------- | ---------- | ------- | ---- |
| 1    | Michal Plocek     | Rep. Ceca  | 7'04"03 |      |
| 2    | Dani Fridman      | Israele    | 7'05"22 |      |
| 3    | Andraž Krek       | Slovenia   | 7'07"80 |      |
| 4    | Dimitri Weitnauer | Svizzera   | 7'09"84 |      |
| 5    | André Rédr        | Slovacchia | 7'12"66 |      |
| 6    | Jānis Timofejevs  | Lettonia   | 7'13"47 |      |

| Pos.    | Atleti              | Nazione       | Tempo   | Note |
| ------- | ------------------- | ------------- | ------- | ---- |
| Oro     | Mindaugas Griškonis | Lituania      | 6'57"56 |      |
| Argento | Damir Martin        | Croazia       | 6'57"63 |      |
| Bronzo  | Georgi Božilov      | Bulgaria      | 6'59"71 |      |
| 4       | Graeme Thomas       | Gran Bretagna | 7'04"91 |      |
| 5       | Tim Maeyens         | Belgio        | 7'07"22 |      |
| 6       | Péter Galambos      | Ungheria      | 7'10"39 |      |